# نورمان لير
نورمان ميلتون لير (من مواليد 27 يوليو 1922) كاتب ومنتج تلفزيوني أمريكي أنتج العديد من المسلسلات الهزلية في السبعينيات مثل مسلسل كل شيء في العائلة ومسلسل سانفورد وابنه ، ومسلسل ون داي آت أتايم وطبعته الجديدة عام 2017، ذا جيفرسونز، أوقات سعيدة، ومسلسل مودي.